# 国家珠宝玉石首饰检验集团有限公司
自然资源部珠宝玉石首饰管理中心（暨国家珠宝玉石质量监督检验中心，英文简称）是中华人民共和国自然资源部直属的正司局级事业单位，也是中国权威的国家级珠宝玉石质检机构，通过转企改制组建为自然资源部的独资公司。其下属单位包括国检珠宝培训中心、北京珠宝研究所、深圳珠宝研究所以及位于北京、深圳、上海、广州、平洲、云南、沈阳、香港、诸暨、孟买的多个实验室等。

## 机构沿革
该机构的前身为中国地质博物馆宝石陈列研究室。1992年，地质矿产部决定在该研究室的基础上成立地质矿产部宝石监测中心， 主任张蓓莉为时任中共中央办公厅主任、后来的国务院总理温家宝的夫人。1995年，国家技术监督局批准该中心为「国家珠宝玉石质量监督检验中心」。1999年，随着地矿部撤消、国土资源部成立，地矿部宝石监测中心更名为国土资源部珠宝玉石首饰管理中心。2005年起，加挂国家珠宝玉石质量监督检验中心牌子。

## 历任主任

### 地质矿产部宝石监测中心主任
- 张蓓莉（1992年－1999年）

### 国土资源部珠宝玉石首饰管理中心主任
- 张蓓莉（1999年－？）[3]
- 叶志斌（2016年－）[5]